# Indy Neidell
Indiana «Indy» Neidell, nascut el 28 de setembre de 1967 és un actor, músic i historiador conegut principalment per dirigir, redactar i presentar el canal de Youtube The Great War Channel, on documenta en temps real els fets de la Primera Guerra Mundial emprat fonts primàries, secundàries, investigació pròpia i de col·laboradors esporàdics.
Addicionalment, també a participat en projectes cinematogràfics, com ara la pel·lícula Metropia, o espots publicitaris a diferents televisions d'Europa a més d'aportar la veu i la informació històrica en videojocs com ara Battlefield 1.
Musicalment pertany al grup de rock Crimson Shadows havent col·laborat amb el single «Nightmares» i el LP The Flight Reaction. Amb la fi de The Great War Channel, també organitza un projecte similar amb la Segona Guerra Mundial.

## Infància i educació
Nascut a Houston, Texas, Neidell fou alumne de St. John's School. Va completar els seus estudis amb una llicenciatura en història per la Universitat Wesleyana. A data de 2015, Neidell vivia a Estocolm, Suècia.

## The Great War
En origen, Neidell fou contactat per l'empresa audiovisual Mediakraft per produir vídeos sobre la història del beisbol americà. Aquest projecte cristal·litza en el canal de YouTube Watch Sunday Baseball, actiu entre maig i setembre de 2013. Paral·lelament, també narrà alguns episodis del canal "It's History" relacionats amb història militar.
En juny de 2017, amb l'ajut de Spartacus Olsson llançà el canal TimeGhost History. Spartacus també participaria com a productor dels dos primers anys de The Great War. El primer esdeveniment històric que cobrí aquest canal fou el seguiment diari de la crisi dels míssils de Cuba, 55 anys després que succeïra. Durant l'abril també crearen conjuntament Between-2-Wars a la fi de cobrir el període d'entreguerres.
L'1 de setembre de 2018 s'inicià el projecte de cobrir la Segona Guerra Mundial en un projecte similar a The Great War durant sis anys i amb cobertura setmanal amb motiu dels 79 anys de la fi d'aquest conflicte.
Oficialment, The Great War acaba l'11 de novembre de 2018 amb un episodi sobre l'Armistici de Compiègne. No obstant això el canal pretén expandir la conclusió amb més contingut
 sense la participació de Neidell, qui afirmà divergir cap altres projectes.